# Svirkovo, Haskovo
Svirkovo (în bulgară Свирково) este un sat în comuna Simeonovgrad, regiunea Haskovo,  Bulgaria. 

## Demografie
Componența etnică a satului Svirkovo
     Bulgari (59,8%)
     Nicio identificare (40,19%)
     Altele (0%)
La recensământul din 2011, populația satului Svirkovo era de 408 locuitori. Din punct de vedere etnic, majoritatea locuitorilor (59,8%) erau bulgari. Pentru 40,19% din locuitori nu este cunoscută apartenența etnică.